# 룩셈부르크 여대공 부군 펠릭스
펠릭스 드 부르봉파르므(프랑스어: Félix de Bourbon-Parme, 1893년 10월 28일~1970년 4월 8일)는 파르마 공국의 마지막 통치자 파르마의 로베르토 1세와 그의 두 번째 아내 포르투갈 공주 마리아 안토니아 사이에서 태어난 아들로서, 오스트리아의 황후인 부르봉파르마의 치타의 동생이다. 룩셈부르크 여대공이던 샤를로트와 결혼하였다.

## 자녀
펠릭스는 샤를로트와의 사이에서 2남 4녀를 두었다.
- 장 (1921-2019)
- 호엔베르크 공작부인 엘리자베트 (1922-2011)
- 도너스마르크 백작부인 마리아델라이드 (1924-2007)
- 홀슈타인라우엔부르크 백작부인 마리가브리엘 (1925-2023)
- 샤를 공자 (1927-1977)
- 리네 공작부인 알릭스 (1929-2019)